# Ascalaphidae
Ascalaphidae es una familia de insectos en el orden Neuroptera (a veces denominadas "moscas búho", nombre que también se refiere a las moscas de la humedad, Psychodidae). Las especies son depredadores diurnos o crepusculares de otros insectos voladores y poseen grandes ojos sobresalientes y antenas con un nudo final.

## Descripción
Las Ascalaphidae son fáciles de distinguir de las libélulas porque estas últimas poseen antenas cortas que asemejan cerdas. Son parientes muy cercanos de las "hormigas león " (familia Myrmeleontidae) que tienen antenas cortas, ojos más pequeños, y una conformación muy diferente de la venación de las alas. Todas las especies de Ascalaphidae con una sola excepción tienen antenas largas, lo cual hace que sea fácil distinguirlas; la excepción es Albardia furcata brasilera, el único miembro viviente de la subfamilia Albardiinae, cuyas antenas son cortas con una protuberancia muy desarrollada en la punta de las antenas (comparadas con las de los mirmeleóntidos); su venación reticulada típica del ala de ascalafido es evidencia de la relación entre ellas.

## Ecología y ciclo de vida
Las Ascalaphidae adultas son depredadores aéreos que se alimentan de otros insectos. Cuando se les molesta, algunas Ascalaphidae liberan un fuerte químico similar al almizcle para disuadir a los enemigos. Los adultos de muchas especies del Nuevo Mundo son más activos al atardecer y al amanecer y a menudo se pueden recolectar alrededor de las luces. Durante el día, estos adultos descansan sobre tallos y ramitas con el cuerpo, las patas y las antenas presionadas contra el tallo. El abdomen en algunas especies se ubica proyectándose hacia arriba, para asemejar una ramita rota. Por otra parte, muchas especies del Viejo Mundo son más activas durante el día y tienen colores brillantes; muchas incluso mantienen sus alas extendidas en reposo como libélulas; tal vez esta es una forma de mimetismo para beneficiarse del hecho de que las libélulas son depredadores agresivos que los insectos depredadores más pequeños (para los cuales el neuróptero promedio sería presa) evitan. La mayoría de las Ascalaphidae miden aproximadamente 5 cm de largo. Las Ascalaphinae adultas, como Ululodes, tienen ojos grandes y separados, de donde proviene el nombre común en inglés "mosca búho", además de sus hábitos crepusculares. Las Ascalaphidae están distribuidas en todo el mundo, aunque en América del Norte son principalmente del sur.

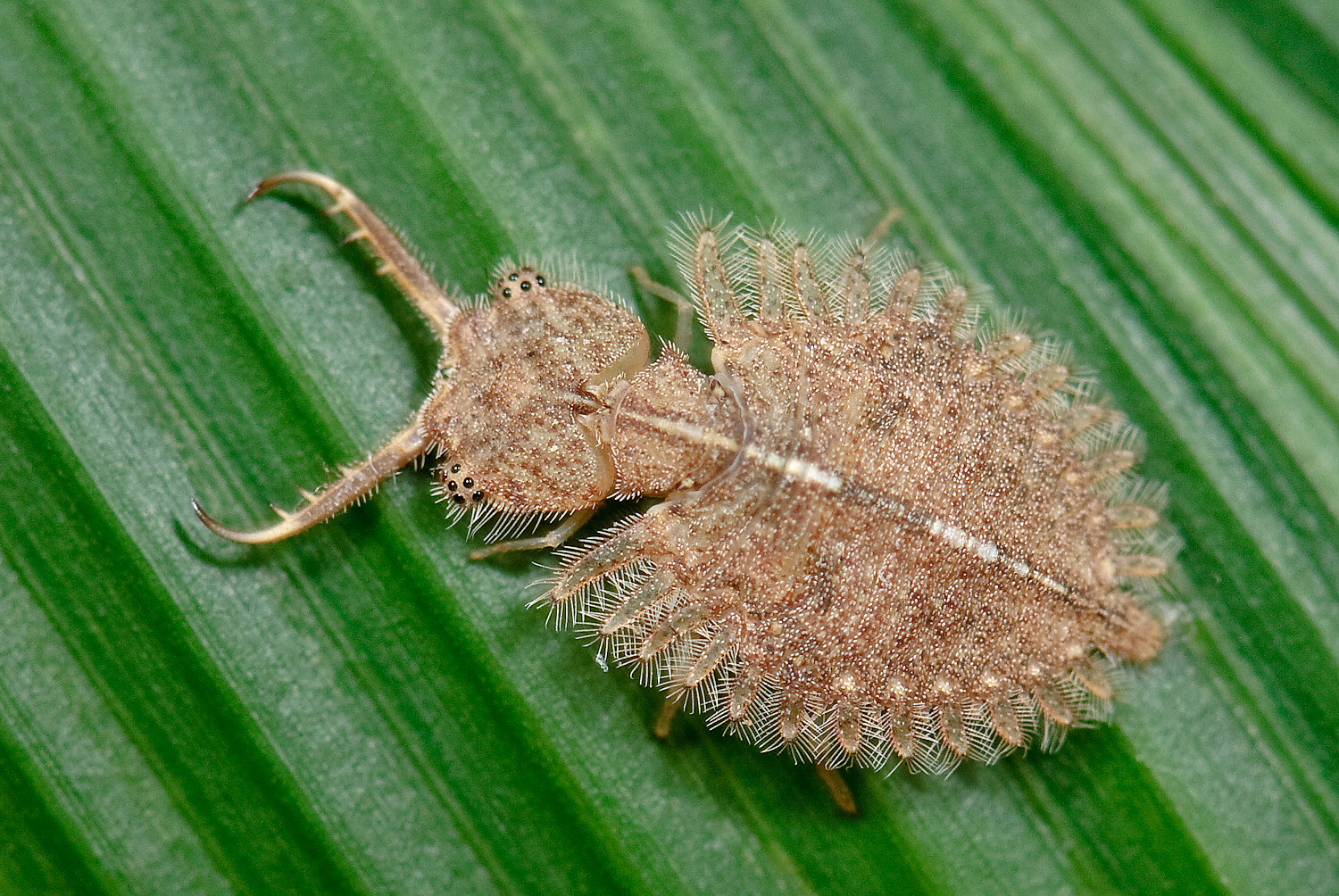
Etapa larval de una Ascalaphidae.

Ponen los huevos en ramitas o debajo de piedras. Las larvas son depredadores de emboscada, y yacen en el suelo o en la vegetación, cubiertas de escombros, esperando presas. Las larvas se parecen a las de las hormigas león, pero tienen un "apéndice en forma de dedo" al costado de cada segmento. Algunos géneros cementan activamente arena y escombros en sus cuerpos como camuflaje. La pupación ocurre en un capullo de seda esferoidal en la hojarasca o en el suelo.

## Taxonomía
Ascalaphidae está más estrechamente relacionada con Myrmeleontidae (las hormigas león) y Babinskaiidae prehistóricas, y estos tres constituyen el grupo más avanzado de Neuroptera. Además de las tres subfamilias, el género Cordulecerus es de ubicación indeterminada. Es posible que Albardiinae sea el linaje viviente más basal de Ascalaphidae, y es posible que Albardia furcata pueda ubicarse en Ascalaphidae sin una subfamilia que denote esto.
Por otra parte, Ascalaphidae es un grupo antiguo, que se remonta por lo menos al Mesozoico medio. Se han encontrado fósiles de varias Ascalaphidae y sus larvas, a menudo en ámbar. La mayoría de estos no se pueden colocar en una subfamilia particular. La mayoría provienen del Oligoceno; Mesascalaphus del Jurásico tardío puede que sea un miembro más basal de la familia. Entre los géneros incertae sedis de Ascalaphidae se incluyen Ascaloptynx, Borgia, Mesascalaphus, Neadelphus, Prosuhpalacsa y Ricartus. Cratopteryx probablemente es miembro de Myrmeleontoidea y por ser del Cretácico temprano posiblemente pertenece a alguna de las familias nombradas. A veces asignado a Ascalaphidae, sin embargo, se considera mejor incertae sedis.

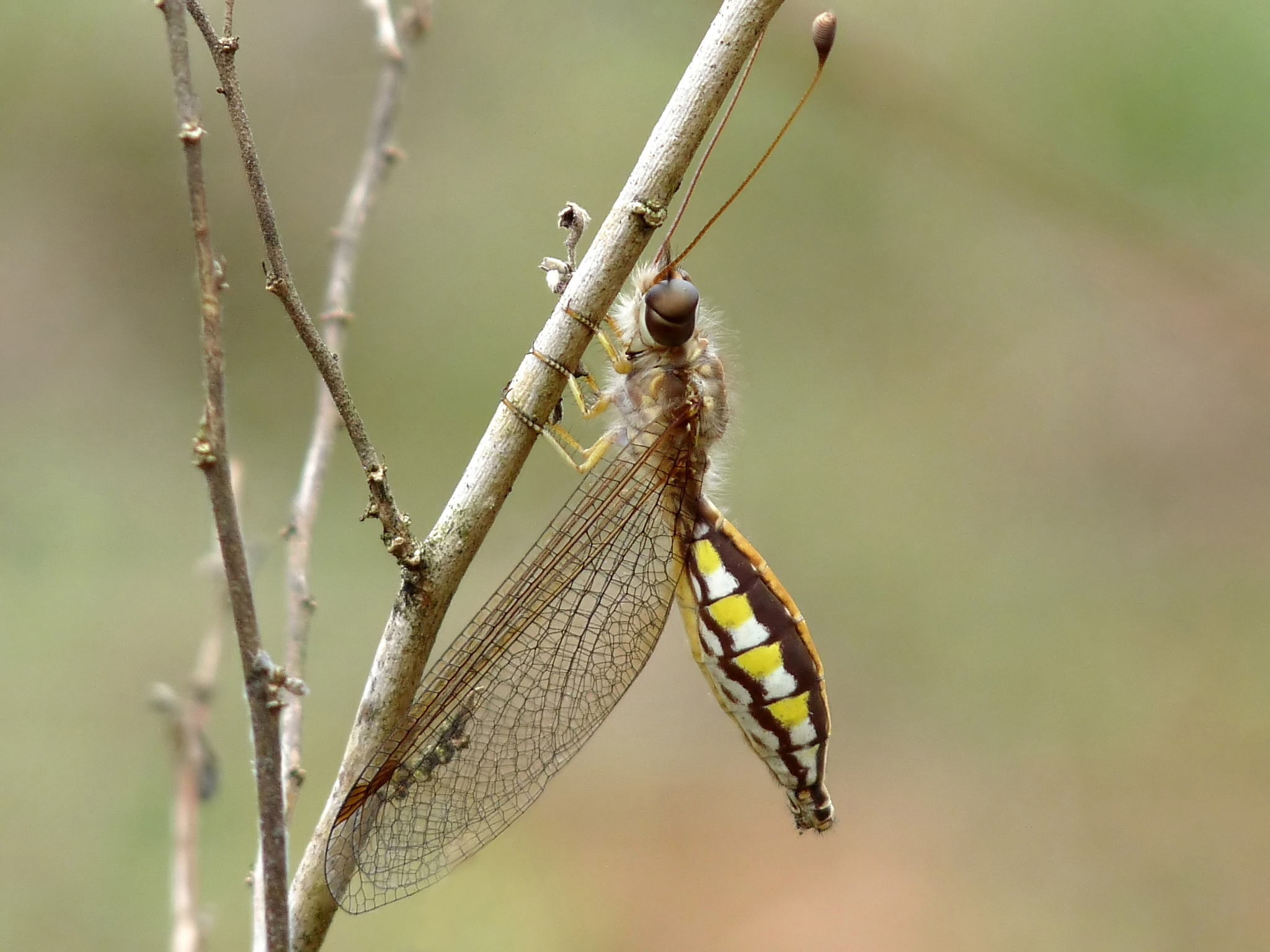
Hembra adulta de Ascalaphidae.